# Ford 7W
La Ford 7W, anche denominata Ford Ten, è un'automobile di classe medio-bassa prodotta dalla filiale inglese della Ford dal 1937 al 1938.

## Il contesto
La Ford 7W, assieme alla Ford 7Y, fu una delle prime vetture a venir completamente progettata e sviluppata in Gran Bretagna. Venne introdotta nel marzo 1937 ed è riconoscibile grazie alla sua mascherina tripartita e al passo lungo. Tecnicamente fu più evoluta del Model C che sostituiva, avendo soprattutto quattro freni Girling. La carrozzeria fu completamente nuova e assieme al passo lungo garantiva una buona abitabilità.  La 7W era disponibile nelle varianti due e quattro porte berlina e familiare due porte negli allestimenti deluxe, con la possibilità di avere o meno un tetto apribile.
La 7W montò lo stesso motore 1.172 cm³ di cilindrata della Model C. Gli assi anteriori e posteriori erano sospesi da balestre, mentre i freni furono collocati su tutte e quattro le ruote e vennero costruiti dalla Girling.
Vennero costruite 29686 berline e 1639 familiari.